# Deutscher Böhmerwaldbund
Der Deutsche Böhmerwaldbund e. V. (DBB) ist ein deutscher Vertriebenenverband.

## Organisation
Der Deutsche Böhmerwaldbund zählt aktuell in Deutschland ca. 3.000 Mitglieder, die in ca. 20 Heimatgruppen in Baden-Württemberg und Bayern organisiert sind. Sitz des Vereins ist Stuttgart. Eigenständige Nachwuchsorganisation ist die Böhmerwaldjugend. Als offizielles Mitteilungsblatt wird das „Hoam!“ herausgegeben.
Vorsitzende:
- Josef Taschek (1884–1938)
- Adolf Hasenöhrl (1958–1988)
- Ingo Hans (1988–2016)
- Birgit Kern (2016–)

## Geschichte

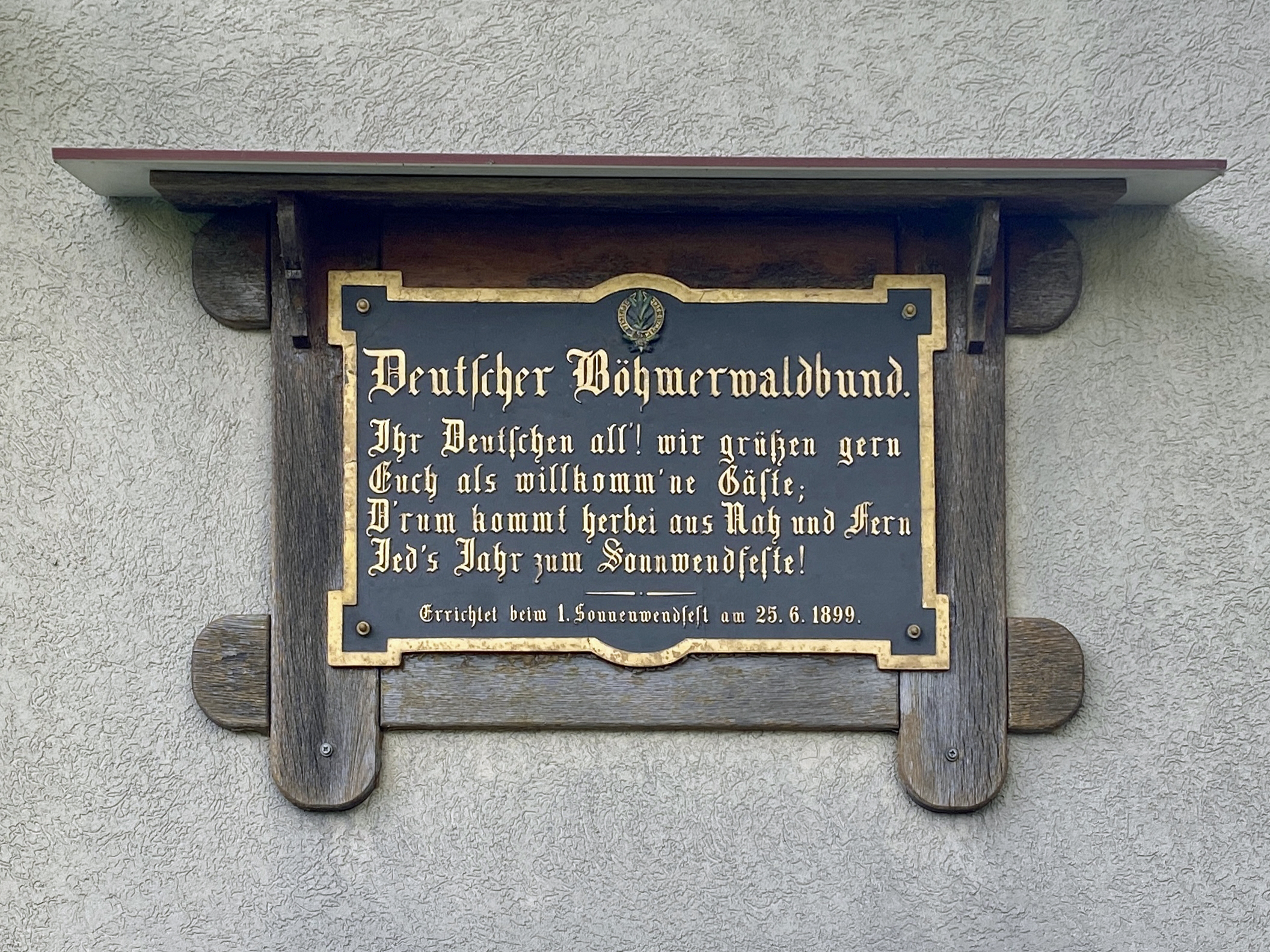
Gedenktafel des Deutschen Böhmerwaldbunds aus 1899 am Panyhaus in Grünwald, Oberösterreich

Der Deutsche Böhmerwaldbund wurde am 17. April 1884 in Budweis nach dem Vorbild des Deutschen Schulvereins „zur Hebung des Deutschtums im Böhmerwald“ gegründet. Als unmittelbare Reaktion entstand in Prag die tschechische Národní jednota pošumavská („Nationaler Verein des Gebietes Böhmerwald“). Nach dem Ende des Ersten Weltkrieges und der Gründung der Tschechoslowakei schloss sich der Deutsche Böhmerwaldbund dem Bund der Deutschen in Böhmen, 1925 dem Deutschen Schulverein Südmark sowie als Gliederung dem reichsdeutschen Verein für das Deutschtum im Ausland an. Nach der Sudetenkrise und dem Münchner Abkommen von Oktober 1938 wurde der Verein aufgelöst.
Nach der Vertreibung der Deutschen aus der Tschechoslowakei fand das erste Böhmerwäldlertreffen 1949 in Linz statt. Am 30. März 1958 wurde der Deutsche Böhmerwaldbund in Ulm mit dem Ziel gegründet, das Erbe des ehemals deutschsprachigen Teils des Böhmerwalds mit seiner Kultur und seinen Landschaften zu bewahren. Seit der Öffnung des Eisernen Vorhangs 1989 widmet sich der Böhmerwaldbund verstärkt dem Erhalt von Kulturdenkmälern und der deutsch-tschechischen Aussöhnung.
Die Gründung des Verbandes der Böhmerwäldler in Oberösterreich erfolgte am 1. Juli 1952. Im Jahre 2009 wurde dessen Vereinsname auf Böhmerwaldbund Oberösterreich geändert.
Am 1. Dezember 1963 erfolgte die Gründung des Verbandes der Böhmerwäldler in Wien, Niederösterreich und Burgenland, kurz Böhmerwaldbund Wien genannt (als selbständige Teilorganisation der Sudetendeutschen Landsmannschaft in Österreich).

## Patenstadt Passau
Patenstadt der Böhmerwäldler ist seit 1961 die Stadt Passau. Auf der Veste Oberhaus gibt es das Böhmerwaldmuseum, das von der Stadt Passau getragen wird und ein Teil des Oberhausmuseums ist. Der Förderverein Böhmerwaldmuseum Passau e. V. (ein dem Deutschen Böhmerwaldbund angeschlossener Verein) unterstützt und berät die Museumsgestaltung.
Die Stadt Passau hat einen Kulturpreis gestiftet, der alle zwei Jahre im Rahmen des Böhmerwäldler-Bundestreffens vergeben wird.